# フリースラント諸島
フリースラント諸島 （フリースラントしょとう フリジア語：Waadeilannen、オランダ語：Waddeneilanden、ドイツ語：Friesische Inseln、デンマーク語：De Frisiske Øer、英語：Frisian Islands）は、ヨーロッパ北西部、北海東側に連なる諸島。フリースラント地域の一部である。オランダとドイツの2カ国の沿岸をまたいで東西に広がる。古くからフリース人の定住する地域であった。フリースラント諸島とヨーロッパ本土で囲まれた海域・湿地帯はワッデン海と呼ばれる。
地形としては、デンマーク・ユトランド半島西岸にあるデンマーク・ワッデン海諸島まで連続しており、これもフリースラント諸島（ワッデン諸島）に含まれる場合があるが、フリース人が居住していなかったことから、歴史的な意味でのフリースラント諸島には含まれない。
フリースラント諸島の大部分は自然保護区域となっており、国際的な野生動物保護、自然保護の取り決めがオランダ・ドイツ・デンマーク間で結ばれている。天然ガスと石油採掘が行われているが、エムス川、ヴェーザー川、エルベ川などの三角州が近くにあり、野生動物保護と経済活動の両立に非常に注意を払って海上交通が行われている。